# 世界人口会議

世界人口会議（せかいじんこうかいぎ、英語: World Population Congress）は、1974年8月にルーマニアのブカレストで行われた、国連主催の会議である。深刻な人口問題を国際的な規模で解決するために行われたもの。
1954年にイタリアのローマ、1965年にセルビアのベオグラードでも国連世界人口会議（United Nations World Population Conference）が開催されているが、これらは学者、専門家を中心とした学会的色彩が強かったのに対し、ブカレストでの会議は世界各国の政府代表によるもので、政府間ベースのものとしては初めてであったため、これを第1回とされることが多い。ローマ、ベオグラードでの会議には日本から国立社会保障・人口問題研究所所長の舘稔が出席、ブカレストでの会議には湯川宏厚生政務次官を首席代表とする総勢20人を超える代表団が参加した。
136の国から1400人以上の代表が参加したブカレストの会議では、「世界人口行動計画」が満場一致で策定、採択され、先進国、発展途上国の両方で各国は人口抑制の目標を決めることになった。この会議はその後、1984年や1994年にも、「国際人口会議」に名を変えて、メキシコのメキシコシティやエジプトのカイロなどで行われた。国連は、この会議が行われた1974年を「世界人口年」と定めている。
1984年のメキシコでの会議では、1974年のブカレストでの会議からの十年間の実施状況について検討を行い、それらの継続を実施するよう勧告が行われた。
また、1994年のカイロでの会議では、発展途上国の人口政策についてや、家族計画についての目標数値を具体的に定めることとなった。